# Gioacchino Russo
Gioacchino Russo (Catania, 8 settembre 1865 – Catania, 7 maggio 1953) è stato un ingegnere, militare e politico italiano.
Fu sottosegretario di Stato al Ministero della marina.

## Biografia
Nacque da Vincenzo e Maria Consoli, e fu sposato con Amalia Morosoli dalla quale ebbe sei figli. Visse tra Catania, Paternò e Ragalna, quest'ultimo luogo di origine del padre in cui passava le vacanze estive con la famiglia.

### Carriera militare
Laureato in Ingegneria civile e in Ingegneria civile e meccanica, rispettivamente alla Scuola di applicazione di Torino e alla Scuola superiore navale di Genova, entrambi conseguiti nel 1887, servì dal 1888 nella Regia Marina nel Corpo del genio navale. Nel 1904 ebbe il grado di maggiore del Genio navale. Fu docente di architettura navale all'Accademia navale di Livorno dal 1896 al 1898, e fu autore nel 1905 di un "Manuale di architettura navale ad uso degli Ufficiali di Marina".
Fra il 1915 e il 1917, prese parte alla prima guerra mondiale, e poi alla Direzione generale delle costruzioni navali del ministero della Marina e fu promosso nel novembre 1918 brigadiere generale e l'anno dopo collocato nella riserva.
Diventò generale viceispettore del Genio navale (23 dicembre 1923) e successivamente tenente generale del Genio navale (4 novembre 1926) della riserva. A partire dal 19 agosto 1927 fu generale ispettore del Genio navale nella riserva.

### Carriera politica
Sfruttando la posizione ottenuta con la guerra, nel 1919 Russo si candidò alla Camera dei deputati, ottenendo l'elezione per il Gruppo del Rinnovamento nella XXV legislatura del Regno d'Italia nel collegio di Catania. Non rieletto nel 1921, nelle elezioni per la XXVII legislatura, nel 1924, Russo fu rieletto, restando a Montecitorio fino al 1929. Aderì successivamente al Partito Nazionale Fascista,
Il 24 gennaio 1929 fu nominato senatore del Regno d'Italia con una relazione di Carlo Petitti di Roreto. Dal 12 settembre 1929 al 6 novembre 1933 fu sottosegretario di Stato al Ministero della marina. Fu membro della Commissione Forze armate del Senato dal 17 aprile 1939 al 5 agosto 1943.
Il 7 agosto 1944 fu deferito all'Alta Corte di Giustizia per le Sanzioni contro il Fascismo in quanto sottosegretario di Stato dopo il 3 gennaio 1925, ma vi fu un'ordinanza di rigetto della richiesta di decadenza, pronunciata il 16 novembre dello stesso anno.

### Studi e invenzioni
Collaborò con Edoardo Masdea nel progettare le prime le grandi corazzate navali italiane monocalibre. Dopo la morte di Masdea portò a compimento i progetti di tali navi.
Inventò il navipendolo, la vasca a pareti elastiche per la produzione artificiale delle onde in piccola scala, e il primo periscopio per la navigazione subacquea, il cleptoscopio. Nel 1901 Russo, un altro inventore italiano, e un inventore inglese, misero in atto, indipendentemente, il periscopio per sommergibili.
Cultore di ottica, Russo escogitò un sistema per la fotografia a colori naturali e scrisse uno studio sulle analogie matematiche tra le note musicali e i colori.

## Opere
- Gioacchino Russo, Manuale di architettura navale: ad uso degli Ufficiali della Marina, Casa Editrice Nazionale, 1905.